# Abdul Razak Fiston
Abdul Razak Fiston (* 5. September 1991) ist ein burundischer Fußballspieler auf der Position eines  Stürmers. Er ist ehemaliger Spieler der burundischen Fußballnationalmannschaft und aktuell für den Sur SC in Oman aktiv.

## Karriere

### Verein
Die Karriere auf Vereinsebene begann Fiston in seiner burundischen Heimat bei LLB Académic FC, für den er bis 2012 die Schuhe schnürte. 2012 wechselte er für eine Saison in die Republik Kongo zu den Diables Noirs. Es folgten weitere Stationen bei Rayon Sports FC in Ruanda und den Sofapaka FC in Kenia. Nach seinem Wechsel zu den Mamelodi Sundowns in Südafrika, absolvierte er lediglich zwei Spiele und wurde an Bloemfontein Celtic verliehen. 2017 beendete er sein Engagement in Südafrika und schloss sich Primeiro de Agosto in Angola an. Nach Stationen bei Al-Zawraa in Irak, JS Kabylie in Algerien und den ENPPI Club in Ägypten, schloss Fiston sich 2020 dem Young Africans SC in Tansania an. Es folgten kurze Stationen bei Olympique Khouribga und RS Berkane in Marokko, bevor er 2022 zum omanischen Verein Sur SC in die zweitklassige First Division wechselte.

### Nationalmannschaft
Sein Debüt für die burundische Fußballnationalmannschaft gab Fiston am 2. Dezember 2009 gegen Uganda. Er nahm an mehreren Ausgaben des CECAFA-Cup teil und absolvierte bisher 49 A-Länderspiele. Mit 19 Länderspieltoren ist er zudem Rekordtorschütze der burundischen Fußballnationalmannschaft.